# Христос у Гетсиманському саду (картина Куїнджі)
Христос у Гетсиманському саду — картина українського художника Архипа Куїнджі, створена в 1901 році.

## Опис
Створення картин на тему «Христос у Гетсиманському саду» має давню історію, котра почалася ще в добу середньовіччя. Це сюжет, коли Христос усамітнився від апостолів у Гетсиманському саду, аби звернутися з молитвою до небесного Батька з проханням позбавити його від гіркої чаші випробувань на Голгофі. Тому в західноєвропейському мистецтві сюжет отримав другу назву — «Моління про чашу». В історії мистецтв відомі видатні зразки композиції «Моління про чашу», котрі створили Дуччо чи Рафаель Санті. До сюжету неодноразово звертався Ель Греко. Найбільш проникливі зразки створив венеційський художник Паоло Веронезе в останній період життя та творчості (1584 р., Пінакотека Брера, Мілан).

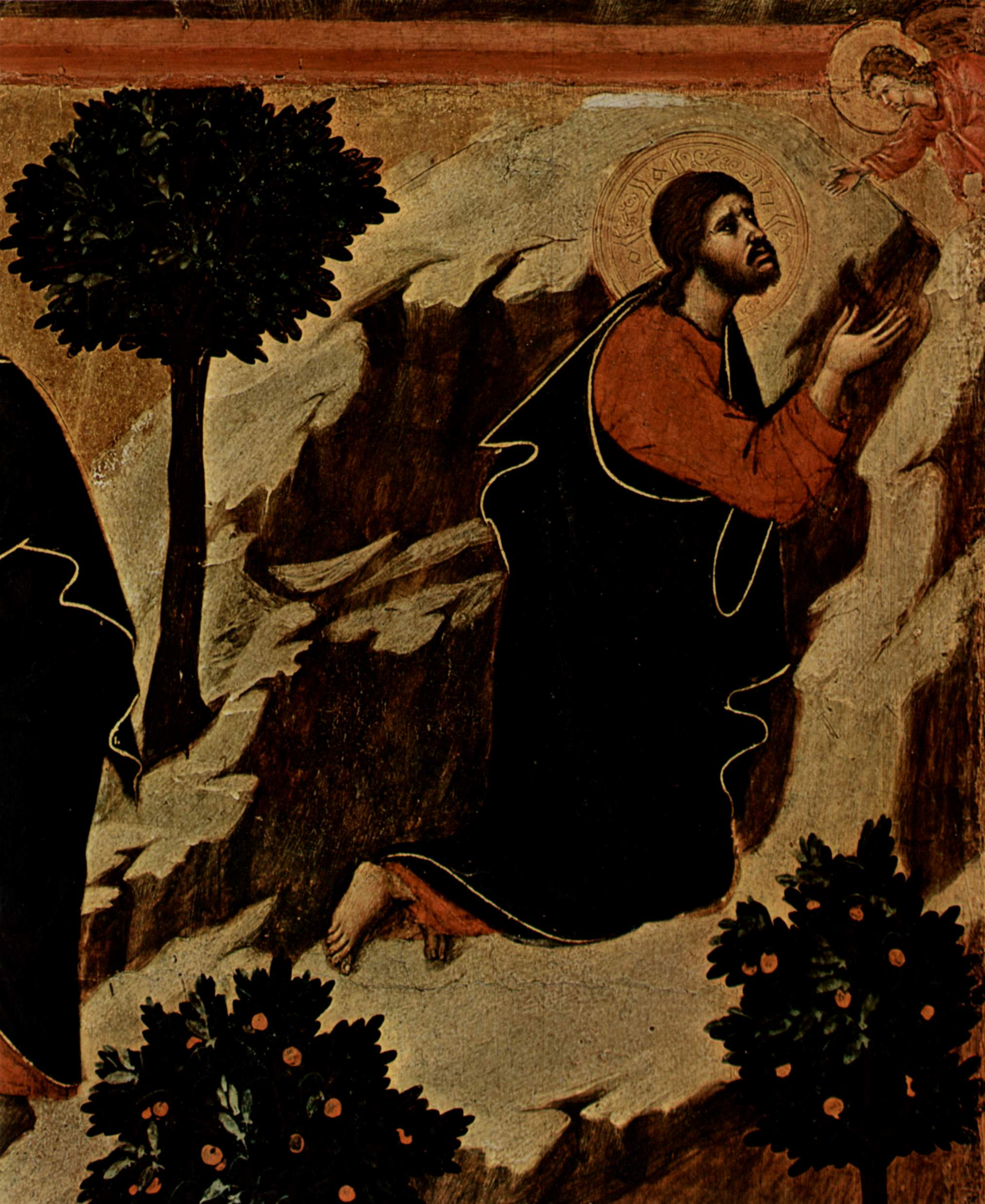
Дуччо. Моління про чашу. Сієна, музей кафедрального собору
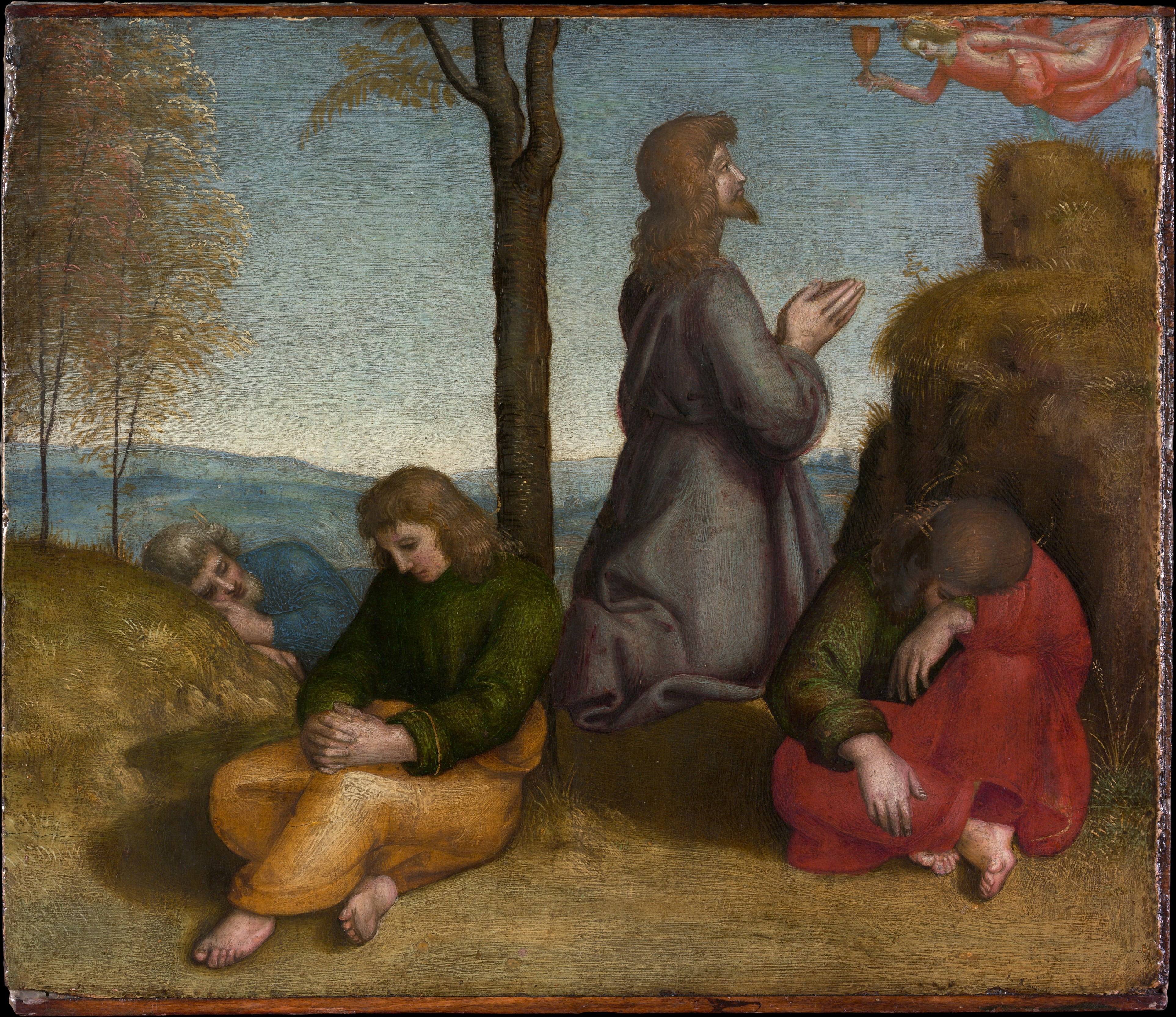
Рафаель. Моління про чашу.Метрополітен-музей

Наприкінці 19 ст. до релігійного живопису звернулась низка російських художників, наново інтерпретуючи давно відомі сюжети з урахуванням нових досягнень невізантійського і неєвропейського, а національного реалістичного живопису — Полєнов Василь Дмитрович, Крамськой Іван Миколайович, особливо Ге Микола Миколайович, особливо пристрасний інтерпретатор біблійних сюжетів в російському мистецтві («Таємна вечеря», 1863, «Голгофа», 1892, «Розп'яття», 1894). Біблійні композиції Миколи Ге надзвичайно підсилили психологізм, взагалі притаманний російському живопису, та нові колористичні знахідки майстра, котрий віртуозно відтворював тьмяне сутінкове та нічне освітлення.
Але майстром тьмяного сутінкового та нічного освітлення був і пейзажист Архип Іванович Куїнджі. Він знав про досягнення Миколи Ге в біблійних сюжетах та колористичні знахідки майстра-попередника, який помер 1894 року. Куїнджі практично не робив композицій з фігурами і не звертався до біблійних сюжетів. Але наприкінці життя важко хворий на психічні розлади художник-пейзажист таки створив композицію «Христос у Гетсиманському саду» 1901 року, котру зберігає Воронцовський палац у Криму.